# Rainer Kaufmann
Pour les personnes ayant le même patronyme, voir Kaufmann.
Rainer Kaufmann, né le 6 juin 1959 à Francfort-sur-le-Main, est un réalisateur et scénariste allemand.

## Filmographie

### Comme réalisateur
- 1989 : Salz für das Leben (court métrage)
- 1990 : Der schönste Busen der Welt (de) (court métrage)
- 1993 : Dann eben mit Gewalt (téléfilm)
- 1994 : Unschuldsengel (téléfilm)
- 1994 : Einer meiner ältesten Freunde
- 1995 : Stadtgespräch (de)
- 1996 : Greenhorn (téléfilm)
- 1997 : Die Apothekerin (de)
- 1999 : Long Hello & Short Goodbye (de)
- 2000 : Kalt ist der Abendhauch (de)
- 2001 : Ausflug
- 2002 : Und die Braut wusste von nichts (téléfilm)
- 2003 : Der Job seines Lebens (de) (téléfilm)
- 2004 : Die Kirschenkönigin (mini-série)
- 2005 : Marias letzte Reise (de) (téléfilm)
- 2006 : Vier Töchter
- 2007 : Ein fliehendes Pferd (de)
- 2008 : Le Grincheux (téléfilm)
- 2008 : Das Beste kommt erst (de) (téléfilm)
- 2009 : Erntedank. Ein Allgäukrimi (téléfilm)
- 2009 : La Vraie vie d'Ella (Ellas Geheimnis) (téléfilm)
- 2010 : In aller Stille (de) (téléfilm)
- 2006-2010 : Bella Block (de) (série télévisée) (2 épisodes)
- 2011 : Föhnlage. Ein Alpenkrimi (de) (téléfilm)
- 2011 : Blaubeerblau (de) (téléfilm)
- 2012 : Milchgeld. Ein Kluftingerkrimi (de) (téléfilm)
- 2012 : In den besten Familien (téléfilm)
- 2012 : Operation Zucker (de) (téléfilm)
- 2013 : Uferlos! (téléfilm)
- 2013 : Seegrund. Ein Kluftingerkrimi (téléfilm)
- 2013 : Beste Bescherung (téléfilm)
- 2014 : Deux Femmes amoureuses (Ich will dich) (téléfilm)
- 2015 : Das Beste aller Leben (téléfilm)
- 2014-2017 : Tatort (série télévisée) (2 épisodes)
- 2017 : Der Puppenspieler (téléfilm)

### Comme scénariste
- 2000 : Max & Lisa (série télévisée) (5 épisodes)
- 2002 : Liebling, bring die Hühner ins Bett (téléfilm)
- 2005 : Der Heiland auf dem Eiland (série télévisée) (1 épisode)
- 2009 : Liebling, weck die Hühner auf (téléfilm)
- 2011 : Nach der Hochzeit bin ich weg! (téléfilm)
- 2017 : Liebling, lass die Hühner frei (téléfilm)

### Comme acteur
- 1984 : Radio (court métrage) : un passant
- 1995 : Looosers!
- 1995 : Stadtgespräch (de)
- 1997 : Die Apothekerin (de) : Schweinemann

### Comme monteur
- 1988 : Schwerelos (court métrage)
- 1991 : Zockerexpreß

### Comme producteur
- 1990 : Der schönste Busen der Welt (de) (court métrage)